# Ixodes muniensis
Ixodes muniensis är en fästingart som beskrevs av Joseph Charles Arthur och Burrow 1957. Ixodes muniensis ingår i släktet Ixodes och familjen hårda fästingar.
Artens utbredningsområde är Kamerun. Inga underarter finns listade i Catalogue of Life.